# Разарачи класе Београд
Разарачи класе Београд спадају међу најзначајније бродове Југословенске ратне морнарица који по својој величини долазе одмах након разарача Дубровник. Направљени су пред почетак Другог светског рата и представљали су најмодерније бродове Југословенске морнарице.

## Бродови класе Београд
После великог разарача Дубровник, министарство војске и морнарице Краљевине Југославије одлучило се за набавку више мањих разарача чија би изградња била могућа и у домаћим бродоградилиштима. Планови за бродове су наручени код француског бродоградилишта у Нанту, код којег је наручена и градња првог разарача из серије. Друга два разарача изграђена су у домаćем бродоградилишју Јадранска бродоградилишта А.Д у Сплиту у данашњој Хрватској.

### Београд
Поринут је 23. децембра 1937, а завршен 28. априла 1939, тј. тада је стигао у сплитску луку. Оштећен је бомбом на мору и заробљен у Боки которској 17. априла 1941. Италијанска морнарица га је преименовала у Sebenico (Шибеник) и коришћен је као пратња конвоја ка северној Африци. Капитулација Италије га је затекла у Венецији, где је био на ремонту. Немци су га оспособили за службу 17. октобра 1944. и дали му ознаку ТА-43. Тешко је оштећен дејством артиљерије и потопљен у Трсту од стране своје посаде 1. маја 1945.

### Загреб
Поринут је 30. марта 1938, а завршен 5. августа 1939. Потопљен је дизањем у ваздух од стране поручника бојног брода 1. класе Милана Спасића 17. априла у Боки которској.

### Љубљана
Поринут је 28. јуна 1938, а завршен 17. децембра 1939. Заробљен је 17. априла 1941. док је био на ремонту. Преименован је у Lubianu (Љубљана) и послат да прати конвоје ка северној Африци. Насукао се 1. априла 1943. код Туниса и уништен је следећег дана нападом савезничке авијације.